# Tumores de la órbita
Los tumores orbitarios son una alteración frecuente dentro de la patología orbitaria.

## Cuadro clínico
El signo clínico más característico de un tumor de la órbita es la protopsis, este signo indica la ocupación de la cavidad orbitaria, el tamaño, y la localización del mismo. 
Otro elemento clínico es la motilidad, que se manifiesta por un trastorno en el movimiento y por diplopía. Los tumores orbitarios malignos alteran la motilidad más rápidamente.
Los tumores que comprometen los nervios ópticos o sus vainas (gliomas, meningioma) alteran la agudeza visual más rápidamente. Pueden aparecer alteraciones en la refracción como la hipermetropía, debido a una compresión del tumor retroocular sobre la mácula, disminuyendo de esta manera el diámetro anteroposterior del ojo.
El dolor es un síntoma característico en las inflamaciones y/o en las infecciones orbitarias y de algunos otros tumores, como el adenocarcinoma de la glándula lagrimal y las metástasis.
Cambios palpebrales: el edema y el eritema son típicos de procesos infecciosos y/o inflamatorios de algunos otros tumores, como el rabdomiosarcoma. 
Otro de los cambios a nivel palpebral es la retracción palpebral, que es un signo típico de la oftalmopatía tiroidea, y aparece en algunos tumores.
También puede aparecer ptosis palpebral, ya sea por un mecanismo mecánico por la ubicación paraocular superior del tumor, o nerogénico (del tercer par). La conjuntiva y la esclera nos pueden indicar alguna alteración por alguna patología vascular o tumoral, como el color salmón en el linfoma.

## Clasificación y tipos
Pueden clasificarse según su origen, grupo etario (pediátricos o en el adulto), pronóstico evolutivo (benignos o malignos) y según su topográfia (localización del tumor).

### Según su topografía
- Tumores preoculares: son aquellos que están en el párpado y en la conjuntiva, no producen ptosis palpebral, pero sí pueden traer problemas en la motilidad ocular. Son tumores de fácil acceso. Entre ellos podemos mencionar a los angiomas palpebrales, el carcinoma basocelular, el carcinoma espinocelular o el melanoma.
- Tumores paraoculares: son aquellos que desplazan el globo ocular en dirección contraria a su ubicación. Se los puede palpar. Son tumores que comprometen la motilidad ocular, principalmente los malignos. Entre ellos tenemos al mucocele o los tumores de la glándula lagrimal.
- Tumores retrooculares: son los tumores que producen una proptosis axial, no pueden palparse. La alteración de la motilidad puede o no estar alterada dependiendo del tamaño del tumor. Ejemplos de estos tumores son los hemangiomas cavernosos o los meningiomas del nervio óptico.
- Tumores paraorbitarios: producen proptosis , compromiso de la motilidad ocular. Son en general malignos, pueden afectar el nervio óptico y la agudeza visual. Pueden dar trastornos neurológicos.

### Tumores vasculares
- Hemangiomas cavernosos: tumor benigno, más frecuente en el adulto. Su crecimiento es lento, produce proptosis axial, son de posición retroocular.
- Hemangioma capilar: tumor benigno, más frecuente en la infancia.
- Linfangiomas: son tumores benignos de lento crecimiento, aparecen al nacer o en la primera infancia. Pueden producir atrofia del nervio óptico y glaucoma por la compresión que pueden causar.[3]

### Tumores del nervio óptico
Son benignos salvo el astrocitoma.
- Glioma del nervio óptico: se producen en las células gliales. Se dan entre los niños o los adolescentes. Producen protopsis axial leve y provocan pérdida de la agudeza visual indolora.
- Meningiomas: provienen de las células meningoendoteliales. Dan protopsis unilateral y pérdida progresiva e indolora de la agudeza visual del campo visual; pueden dar defectos de la pupila como Marcus Gunn y edema de papila.

### Tumores de los nervios periféricos
Son tumores que provienen de la cresta neural, están muy relacionados con las células de Schwann como son los neurofibromas y el neurilemoma.
- Neurofibromas: tienen distintas clasificaciones, como plexiformes, difusos, localizados.

Los plexiformes son típicos de la neurofibromatosis. Aparecen generalmente en la primera década de la vida, produciendo asimetrías faciales, protopsis y desplazamiento del globo ocular.
- Neurilemomas: provienen de las  células de Schwann, son tumores propensos principalmente entre los adultos. Los schwannomas son tumores benignos, unilaterales, solitarios y de crecimiento lento, suelen originarse en el nervio supraorbitario y en menor medida en el infraorbitario.
- Schwannomas malignos: son de crecimiento lento, llevan al desplazamiento ocular, son habitualmente súperonasales, pueden dar metástasis a distancia.

### Tumores linfoideos y leucemias
Linfomas: son de lenta evolución, de color rosado asalmonado, se asocian a compromiso sistémico en un 30%.

### Linfomas no Hodgkin
Son tumores malignos, se dan en personas entre los 45 y 65 años. Se presentan siempre con compromiso sistémico.

### Tumores de la glándula lagrimal
- Adenoma pleomórfico: es un tumor benigno, de lento crecimiento, no compromete la motilidad ocular, ni la agudeza visual.
- Adenocarcinoma de la glándula lagrimal: es un tumor maligno, de muy mal pronóstico, de crecimiento rápido, con compromiso de la motilidad ocular, llevando a la erosión ósea.